# Флорънс Найтингейл
Флорънс Найтингейл (на английски: Florence Nightingale; 12 май 1820, Флоренция – 13 август 1910, Лондон) е английска медицинска сестра, автор и статистик, и обществен деятел. Тя е вярвала, че Бог ѝ е дал призванието да е медицинска сестра. Става известна с нейната пионерска работа в областта на медицинската грижа, предоставяна от сестри по време на Кримската война, през която се грижи за ранени войници. Наричана е „дамата с лампата“, заради късните обиколки, които е правила през нощта.
Найтингейл поставя основите на професионалната сестринска грижа със създаването през 1860 г. на училище за сестри – Болница „Сейнт Томас“ в Лондон, първото светско училище за сестри в света, сега част от Кингс Колидж (Лондон). Международният ден на медицинската сестра, който се празнува по целия свят, е на датата на нейния рожден ден.

## Биография
Флорънс Найтингейл е родена на 12 май 1820 г. във Флоренция, в аристократично семейство. В периода 1837 – 1839 г. пътешества с родителите си из Европа. През 1849 г. посещава Институт диаконис в Кайзерверт (Германия) и се връща в Англия с твърдото намерение да стане милосърдна сестра. През 1853 г. започва да управлява неголяма частна болница на „Харли Стрийт“ в Лондон.
През октомври 1854 г., по време на Кримската война, Найтингел, заедно с 38 помощници, сред които има монахини и милосърдни сестри, се отправя към полевите болници, в началото в Скутари (Турция), а след това и в Крим. Последователно провежда принципите на санитарството и грижата за ранените. В резултат, за по-малко от 6 месеца смъртността в лазаретите спада от 44 до 2,2 %.
През 1856 г. със свои пари Флорънс издига в Крим голям кръст от бял мрамор в памет на войниците, лекарите и медицинските сестри, загинали в Кримската война.
Кримската война прави Флорънс национална героиня. Връщащите се от фронта войници разказват легенди за нея, наричайки я „дамата със светилника“, тъй като през нощите с лампа в ръка, тя като добър светъл ангел, сама обхожда палатките с болните.
След връщането ѝ в Англия през 1856 г. на Найтингейл е възложено да реорганизира армейската медицинска служба. През 1857 г. правителството заделя средства за организация на комисия по провеждане на необходимите реформи. През 1859 г. военен министър става отново Хърбърт. С негова помощ Флорънс Найтингейл успява да постигне това, което иска – болниците са снабдени със системи за вентилация и канализация, болничният персонал задължително минава през необходимата подготовка, въвежда се строга статистическа обработка на цялата информация. Организирана е и военномедицинска школа, а в армията започва разяснителна работа за важността на профилактиката на болестите.
Найтингейл е способна математичка, занимава се и със статистически изследвания. Става новатор в използването на методите на инфографиката в статистиката, в частност – кръгови (секторни) диаграми. През 1859 г. е избрана за член на Кралското статистическо общество и впоследствие става почетен член на Американската статистическа асоциация.
Тя пише няколко книги – „Бележки за факторите, влияещи на здравето, ефективността и управлението на болниците на британската армия“ (Notes on Matters Affecting the Health, Efficiency and Hospital Administration of the British Army, 1858 г.) и „Как да се грижим за болните“ (Notes on Nursing: What It Is and What It Is Not, букв. Бележки върху здравната грижа за медицински сестри: какво е и какво не е?, 1860).
През 1910 г. Флоранс Найтингел предлага следния текст на Сестринската клетва:
„Тържествено обещавам пред Бога и в присъствието на това събрание да прекарам живота си в чистота и вярно да практикувам професията си. Ще отбягвам от всичко, което е злонамерено и гибелно и не ще взема, нито съзнателно ще раздам, някое вредно лекарство. Ще направя всичко, което зависи от мене, да поддържам и издигам състоянието на професията и ще държа в тайна всички поверени ми случки, както и всички семейни работи, дошли до моето съзнание, при практикуване на професията ми. Ще се трудя честно да помагам на лекаря в работата му и ще отдам себе си за благосъстоянието на онези, които са оставени на моята грижа.“
По време на войната Найтингейл успява да събере чрез подписка голяма сума пари, с които през 1860 г. организира първото в света училище за милосърдни сестри при болницата „Свети Тома“ в Лондон. Скоро випускници на това училище започват да създават аналогичени учреждения и в други болници.
Умира на 90-годишна възраст в съня си в Лондон на 13 август 1910. Предложението да бъде погребана в Уестминстърското абатство е отклонена от нейните роднини и тя е погребана в църквата „Св. Маргарет“ в Хампшър.

## Световно признание
През 1883 г. Найтингейл е наградена с Кралския Червен кръст от кралица Виктория, а през 1907 г. става първата жена, наградена с орден „За заслуги“.
През 1912 г. Лигата на Международният Червен кръст и Червен полумесец (които от ноември 1991 г. се наричан Международна Федерация на Обществата на Червения кръст и Червения полумесец), учредява медал на името на Флорънс Найтингейл, който и до днес е най-почетната и висша награда за милосърдните сестри по целия свят.
На 12 май, денят, когато е родена Флорънс Найтингейл, светът отбелязва Международния ден на медицинската сестра.